# Олійник Григорій Антонович
Григорій Антонович Олійник (23 лютого 1932, село Снітин, тепер Лубенського району Полтавської області — 4 вересня 2004, місто Полтава) — український радянський діяч, 1-й секретар Семенівського райкому КПУ Полтавської області, секретар Полтавського обкому КПУ. Почесний професор Полтавської державної аграрної академії. Герой Соціалістичної Праці (8.12.1973).

## Біографія
Народився в селянській родині. У 1948 році закінчив сім класів Снітинської школи Полтавської області. У 1951 році закінчив Литвяківську середню школу Полтавської області. Трудову діяльність розпочав у 1951 році колгоспником колгоспу «Жовтень» села Снітин Лубенського району Полтавщини.
З 1952 по 1957 рік — студент зоотехнічного факультету Полтавського сільськогосподарського інституту.
З 1957 по 1959 рік працював головним зоотехніком Ромоданівської машинно-тракторної станції (МТС) села Вовчик Лубенського району Полтавської області. З 1959 року — головний зоотехнік колгоспу «Жовтень» села Снітин Лубенського району. Член КПРС з 1960 року.
У 1960—1961 роках — заступник голови виконавчого комітету Лубенської районної ради депутатів трудящих, начальник інспекції з сільського господарства Лубенського району Полтавської області. У 1961 році — головний державний інспектор із заготівель Лубенського району Полтавської області.
У 1961—1970 роках — голова колгоспу імені Жданова села Солониця Лубенського району Полтавської області.
З 1970 по 10 січня 1974 року — 1-й секретар Семенівського районного комітету КПУ Полтавської області.
7 січня 1974 — листопад 1980 року — секретар Полтавського обласного комітету КПУ.
У 1980—2004 роках — директор Полтавського сільськогосподарського технікуму з підготовки керівних кадрів колгоспів та радгоспів (тепер — аграрний коледж управління і права Полтавської державної аграрної академії у структурі Полтавської державної аграрної академії). У 1984 році закінчив заочно Українську сільськогосподарську академію.
У 2004 році вийшов на пенсію. Помер 4 вересня 2004 року, похований на полтавському центральному цвинтарі на алеї Героїв. На фасаді приміщення Аграрного коледжу управління і права Полтавської державної аграрної академії 4 вересня 2005 року Григорію Олійнику встановлено меморіальну дошку.

## Нагороди
- Герой Соціалістичної Праці (8.12.1973)
- орден Леніна (8.12.1973)
- орден Жовтневої Революції (1976)
- орден Трудового Червоного Прапора (1971)
- орден «Знак Пошани» (1966)
- медаль «За освоєння цілинних земель» (1966)
- медаль «За доблесну працю. В ознаменування 100-річчя з дня народження Володимира Ілліча Леніна» (1970)
- ювілейна медаль «50 років Перемоги у Великій Вітчизняній війні 1941—1945 рр.» (1995)
- заслужений працівник народної освіти України (1997)